# Izon-la-Bruisse
Izon-la-Bruisse település Franciaországban, Drôme megyében. Lakosainak száma 12 fő (2022. január 1.). Izon-la-Bruisse Sainte-Colombe, Ballons, Eygalayes, Laborel, Montauban-sur-l’Ouvèze és Vers-sur-Méouge községekkel határos.

## Népesség
A település népességének változása:
| Lakosok száma | 5    | 8    | 6    | 14   | 9    | 9    | 10   | 11   | 11   | 12   |
|               | 1968 | 1982 | 1990 | 2006 | 2013 | 2015 | 2017 | 2019 | 2020 | 2022 |